# Francesco Caiti
Francesco Caiti (La Spezia, 5 ottobre 1901 – ...) è stato un calciatore e allenatore di calcio italiano, di ruolo difensore.

## Carriera
Cresciuto nel Pegazzano, nella stagione 1920-1921 passa allo Spezia, con cui disputa undici campionati.
Con i liguri disputa in totale 184 partite, di cui 46 in Prima Divisione tra il 1922 ed il 1925 e 49 in Serie B.
Allena gli spezzini per quattro anni, iniziando la carriera da allenatore nella stagione 1926-1927 quando era ancora calciatore.

## Palmarès

### Allenatore

#### Competizioni nazionali
- Serie C: 1

Macerata: 1947-1948